# Heterocyemida
Heterocyemida са разред ромбични животни (Rhombozoa). Особено за неговите видове е че те са малки червеи паразити, които нямат тъкани и органи, и се състоят само от няколко десетки клетки.